# 1026
سنة 1026 كانت سنة بسيطة تبدأ يوم السبت (الرابط يظهر نموذج التقويم الكامل للسنة) من التقويم اليولياني. بدأت تسمية السنة ب1026 منذ العصور الوسطى المبكرة، عندما أصبح تقويم أنو دوميني هو الأسلوب السائد في أوروبا لتسمية السنوات.

## مواليد
- توستيغ

## وفيات
- أوتو-ويليام، كونت بورغندي
- القفال المروزي فقيه سني شافعي
- ريتشارد الثاني دوق نورماندي
- هنري الخامس، دوق بافاريا